# Escola Família Agrícola
Escola Família Agrícola (EFA) é um modelo educativo desenvolvido no Brasil a partir de uma iniciativa francesa, tendo como base a Pedagogia da Alternância. Valoriza a formação integral de alunos da zona rural procurando harmonizar as demandas específicas da sua vida no campo com as do ensino e da profissionalização.

## Inícios e expansão
O modelo francês que serviu de inspiração para as EFAs brasileiras foi articulado no início do século XX pelo padre Pierre-Joseph Granereau. Ele percebeu que em sua época os filhos de agricultores muitas vezes abandonavam os estudos por não encontrarem ambientes de ensino que levassem em conta as especificidades da sua vida, que lhes exigia muito tempo de trabalho no campo. Ele também constatou que os jovens tendiam a abandonar o campo transferindo-se para a cidade à medida que avançava sua escolarização. Em 1935 o padre iniciou uma experiência em Lor-et-Garone, levando para sua casa quatro jovens, que passavam uma semana estudando matérias diversas de caráter técnico-agrícola, e quatro semanas junto de seus familiares, ocupados com as atividades campesinas costumeiras, sendo supervisionados por um educador contratado especialmente para esta função, apoiando-os e auxiliando-os a difundir os ensinamentos recebidos. A proposta alternava os tempos de estudo e de trabalho, daí o seu nome de "Pedagogia da Alternância". A iniciativa foi bem recebida, em 1937 dezessete jovens receberam essa formação, e em 1938 trinta famílias interessadas se reuniram para fundar a primeira Maison Familiale Rurale (Casa Familiar Rural), baseada na nova Pedagogia da Alternância.
Segundo Paolo Nosella, "o período de 1945 a 1960 foi o período da expansão e da sistematização da experiência. As Maisons Familiales passaram de 30 para 500 e a literatura pedagógica sobre a experiência foi aumentando cada vez mais". A partir dos anos 1950 esse modelo pedagógico passou a ser propagado em diversos países, como a Itália, Espanha, Portugal, Estados Unidos, Canadá, Argentina, Venezuela, México, Nicarágua, Equador, Uruguai, Chile e países da Ásia e África.

## No Brasil
Os pioneiros deste método no Brasil foram os padres Umberto Pietrogrande, ativo no Espírito Santo na década de 1960, ao qual se associou pouco depois o padre Aldo Lucchetta, ativo mais tarde principalmente na Bahia. Ambos eram italianos e se beneficiaram de um contato com a versão italiana da Pedagogia da Alternância, chamada Scuole della Famiglia Rurale (Escolas da Família Rural). A iniciativa idealizada pelo padre Pietrogrande teve como base a reorientação dos princípios educativos da Igreja ocorrida a partir do Concílio Vaticano II e da publicação das encíclicas Mater et Magistra e Populorum Progressio, em prol do fomento não apenas do ensino tradicional, enfatizando paralelamente a promoção sócio-econômica da população. Desde 1964 Pietrogrande vinha pensando em maneiras de melhorar as condições da população do Espírito Santo, e em 1966 fundou na Itália a Associazione degli Amici dello Stato Brasiliano dello Espírito Santo, que passou a oferecer bolsas de estudo para jovens brasileiros agricultores, assistentes sociais, técnicos agrícolas e assistentes rurais. Ao mesmo tempo a Associazione enviou para o Brasil um economista, um sociólogo e um educador para sondar o território e auxiliar na criação de um Plano de Ação concreto para os municípios onde Pietrogrande e seus companheiros atuavam, onde "devia-se dar prioridade absoluta à educação, numa forma não tradicional, capaz de desenvolver todas as capacidades humanas, com participação responsável das comunidades locais". Assim, em 25 de abril de 1968 era criado em Anchieta o Movimento de Educação Promocional do Espírito Santo, que foi a entidade organizadora das primeiras Escolas Família Agrícola. No dia 9 de março de 1969 começaram a funcionar as EFAs de Olivânia (distrito de Anchieta) e a de Alfredo Chaves. Várias outras se seguiram. Na década de 1970 o padre Lucchetta levou o modelo para a Bahia, onde promoveu uma grande expansão do movimento.
Nesta época o Brasil vivia sob uma ditadura militar que, segundo Araújo, dava pouca atenção ao setor campesino e à agricultura familiar: "As políticas públicas para o campo, naquela época, estavam centradas na grande produção agropecuária, no modelo de agricultura patronal, voltado para monoculturas e o mercado externo, associado à sofisticação tecnológica". As EFAs brasileiras foram uma resposta para as dificuldades do contexto camponês: o êxodo rural, a evasão da população rural do sistema escolar, a falta de programas de ensino profissionalizante para os filhos de agricultores poderem permanecer na sua terra e implementar melhorias nas técnicas agrícolas e em sua condição de vida, numa perspectiva de integração com e valorização das suas comunidades e saberes de origem. As escolas rurais de então por regra imitavam o modelo padronizado das escolas das cidades e não levavam em conta a realidade da vida rural, nem davam importância aos valores sociais e culturais diferenciados desta população. Para Pinto & Germani, "a educação rural sempre foi um fator destrutivo da cultura desta população, tanto que podemos perceber que os jovens rurais que conseguem frequentar a escola acabam saindo da área rural, com o agravante de que a maioria não tem o desejo de retornar".
De início o movimento pelas EFAs enfrentou diversas resistências, e o padre Lucchetta chegou a ser perseguido e acusado de subversivo e comunista. Porém, com o passar dos anos as EFAs ganharam aceitação no meio rural. Em 2008 mais de duzentos estabelecimentos de ensino espalhados por 22 estados se caracterizavam como EFAs e utilizavam a Pedagogia da Alternância.
As EFAs se organizam sobre quatro pilares:
- O desenvolvimento do meio, buscando despertar o interesse e engajamento das comunidades e propiciando a formação dos estudantes, encarecendo o desenvolvimento de uma consciência crítica e de uma identidade própria, e o fomento aos recursos locais como base de atividades geradoras de emprego e riqueza;
- O associativismo local, capacitando as comunidades para se organizarem para formar uma associação mantenedora das escolas e assumirem o controle do processo de construção e gestão da educação;
- A Pedagogia da Alternância, que promove um diagnóstico das demandas específicas de cada comunidade e incentiva a integração das vivências familiares com as atividades escolares.
- A formação integral, enfatizando o atendimento dos objetivos dos Planos Currículares Nacionais ao mesmo tempo que dando meios de desenvolver e aproveitar saberes vernaculares.

No início as EFAs foram informais, ministrando um curso livre com duração de dois anos. A partir de 1972 elas passaram a ser formalizadas, com cursos supletivos regulares com dois anos e o segundo ciclo fundamental completo em três anos, dando diploma de conclusão do Ensino Fundamental e pré-qualificação profissional em agropecuária. Na terceira fase ocorre a expansão do modelo do Espírito Santo e Bahia para outros estados (principalmente através da colaboração das comunidades eclesiais de base), o fortalecimento institucional e a adequação dos currículos a uma nova realidade do campo, num contexto de globalização. Em 1982 foi criada a União Nacional das Escolas Famílias Agrícolas do Brasil. Em 1996 a Lei de Diretrizes e Bases da Educação Nacional finalmente reconheceu as especificidades da educação básica no campo e ordenou a adaptação dos currículos e práticas às realidades locais.
Além de promoverem a educação regular, seguindo a Base Nacional Comum Curricular estabelecida pelo Ministério da Educação, oferecem ensino técnico ou profissionalizante em áreas como agropecuária, sustentabilidade, agroecologia, manejo animal, agricultura e agroindustrialização, mas de fato há uma grande diversidade de disciplinas e práticas pedagógicas, dependentes do contexto de cada local. Segundo Dermeval Saviani, "quanto à orientação didático-pedagógica propriamente dita é possível encontrar diferentes orientações teóricas. Algumas escolas, por exemplo, tenderam a uma orientação mais próxima da pedagogia construtivista, entendendo que a vida ensina mais do que a escola e que o aluno e sua realidade imediata devem ser o centro do processo de ensino e aprendizagem. Já a mobilização do campo nos últimos anos tem conduzido as Escolas da Família Agrícola a adotar orientações pedagógicas contra-hegemônicas como a Pedagogia Libertadora, inspirada em Paulo Freire,
e a Pedagogia Histórico-Crítica. Nesse contexto a experiência das Escolas da Família Agrícola ganharam condições de ultrapassar os limites correspondentes à 'crítica para trás' e se encaminhar na direção da 'crítica para a frente' diante da sociedade capitalista. Vêm realizando, assim, um movimento semelhante àquele do MST que, aliás, também tem defendido, em certas circunstâncias, a organização do ensino nos moldes da Pedagogia da Alternância".
Para o professor Adelson Resende Messias, "o que diferencia a EFA das escolas tradicionais são os instrumentos pedagógicos, que buscam maior integração entre a escola e a comunidade. Cada estudante tem uma realidade complexa e por conta disso eles não seriam tratados da mesma maneira nas escolas tradicionais. Aqui eles encontram a teoria e quando vão às comunidades a colocam em prática". Segundo Andrade & Andrade, "a Pedagogia da Alternância realizada pelas Escolas Famílias Agrícolas vêm se constituindo como uma das experiências mais exitosas em educação do campo. [...] Os educandos e educandas nesse movimento de ir e vir, de combinar o período de quinze dias na escola e quinze dias na família/comunidade possibilita pensar a prática e retornar a ela para transformá-la". Na opinião de Guilherme de Oliveira, as EFAs são importantes polos de resistência contra a exploração capitalista pela sua capacidade de estimular a crítica social e a conscientização política, defendendo "uma educação vinculada às lutas travadas no campo". Para José Novais de Jesus, as EFAs ainda enfrentam muitas dificuldades, principalmente devido à carência de recursos, à imposição de determinadas políticas educacionais, à desvalorização dos camponeses e à exaltação do agronegócio, mas mesmo assim "ainda são a alternativa de educação viável no espaço rural, pois esse método permite integrar escola, família e comunidade na busca de soluções para os problemas vividos pelos agricultores".